# Kari Jalonen
Kari Jalonen (* 6. ledna 1960 Oulu) je finský hokejový trenér a bývalý lední hokejista, který hrál na pozici středního útočníka. Mezi trenéry byl v roce 2022 řazen k nejlepším v Evropě. V letech 2022–2023 byl hlavním trenérem české hokejové reprezentace.

## Život

### Hráčská kariéra
S ledním hokejem začínal ve svém rodném městě, v tamním klubu Kärpät. V jeho barvách roku 1978 prvně zasáhl i do finské nejvyšší soutěže. Roku 1980 se coby junior účastnil mistrovství světa hráčů do 20 let, na kterém získal stříbrnou medaili. V Kärpätu vydržel až do roku 1982 a během této doby se stal roku 1981 mistrem své země. Během roku 1982 se přesunul do severoamerické National Hockey League (NHL), do celku Calgary Flames. Nastupoval však i za tým Colorado Flames hrající nižší Canadian Hockey League (CHL). Roku 1984 se v rámci NHL přesunul do Edmontonu a následně zpět do finského Kärpät Oulu. Výraznějšího úspěchu ale celkově během působení v NHL nezaznamenal.
Ročník 1984/1985 strávil v celku IFK Helsinky, odkud se na další dvě sezóny, tedy do roku 1987, vrátil do Kärpätu. Následující ročník (1987/1988) strávil na svém druhém zahraničním angažmá, a sice ve švédském klubu Skellefteå AIK. Poté se vrátil zpět do vlasti, do celku TPS Turku, se kterým získal v roce 1989 mistrovský titul, jenž během následujících dvou let (1990 a 1991) obhájil. Za Turku nastupoval do roku 1992, kdy změnil působiště za Junkkarit HT z města Kalajoki. Po roce se vrátil zpět do TPS, s níž znovu vyhrál finskou ligu (1993), a poté přestoupil na rok do Kärpät Oulu. Následující rok (1994) nastupoval za celek Lukko Rauma. Během roku posléze odešel na své třetí zahraniční angažmá, a sice do francouzského týmu Rouen Hockey Élite 76, s nímž se roku 1995 stal vítězem francouzské ligy. V roce 1996 zde svoji aktivní kariéru uzavřel.
Patřil rovněž do finského reprezentačního výběru, se kterým se zúčastnil šesti mistrovství světa a zahrál si i na Kanadském poháru v roce 1981.

### Trenérská kariéra
Trénovat začal v roce 1998 na pozici asistenta trenéra v klubu TPS Turku. Roku 2001 přešel na post hlavního trenéra a vydržel zde až do roku 2003. Během té doby se třikrát za sebou (v letech 1999, 2000 a 2001) stal klub z Turku mistrem finské ligy. Souběžně s tím, v letech 2000 a 2001, zastával Jalonen pozici asistenta trenéra u finské reprezentace do 20 let, která vybojovala juniorském mistrovství světa 2001 stříbrné medaile, když ve finále podlehla výběru České republiky v poměru 1:2. Mezi roky 2004 a 2008 působil na postu hlavního kouče celku Kärpät Oulu, který v letech 2005, 2007 a 2008 dovedl k zisku mistrovského ligového titulu. Za roky 2005 a 2007 navíc získal ocenění pro nejlepšího trenéra finské ligy. Poté v letech 2008 až 2011 trénoval IFK Helsinky, s nimiž v poslední sezóně vyhrál finskou ligu. Následně odešel do zahraničí a trénoval postupně Torpedo Nižnij Novgorod (2011 až 2013) a Lva Praha (2013/2014), kteří oba hráli Kontinentální hokejovou ligu (KHL). Pražský celek se mu povedlo dovést do finále soutěže, kde ale podlehl Magnitogorsku v poměru 3:4 na zápasy. Poté se na tři roky (2014 až 2016) stal hlavním trenérem finské mužské reprezentace, se kterou roku 2016 získal stříbro na mistrovství světa. Následně trénoval švýcarský klub SC Bern, kde vydržel do roku 2020. Během této doby tým dovedl ke dvěma titulům mistra švýcarské ligy (v letech 2017 a 2019). Od sezóny 2022/2023 se měl stát trenérem finského výběru do dvaceti let, avšak nakonec upřednostnil nabídku vést mužský výběr České republiky, do jehož čela byl schválen 10. března 2022. Po podepsání smlouvy má českou reprezentaci vést do konce května 2024.
První nominaci českého národního týmu zveřejnil 25. března 2022. O tři dny později (28. března) vedl vybrané hráče na premiérovém tréninku v přípravě na mistrovství světa 2022. Zápasový debut absolvoval Jalonen 6. dubna při utkání s Rakouskem (5:1), které se hrálo ve Znojmě v rámci Euro Hockey Challenge. První porážku utrpěl ve čtvrtém zápase, kdy jím vedený výběr v Chomutově nestačil na celek Německa (0:2). Poté dovedl českou reprezentaci postupně k vítězství na Českých hokejových hrách i následných Švédských hokejových hrách, čímž prvně reprezentace uspěla na dvou po sobě jdoucích turnajích Euro Hockey Tour. Na mistrovství světa 2022 získal Jalonenem vedený tým třetí místo, což znamenalo první medaili po deseti letech.
Na následujícím mistrovství světa v roce 2023 skončil Jalonenem vedený výběr po čtvrtfinálové porážce se Spojenými státy americkými v poměru 0:3 na osmém místě, což představovalo do té doby nejhorší umístění v historii samostatné české reprezentace. Ihned po konci českého mužstva na turnaji se začaly objevovat hlasy, že by měl finský trenér u mužstva skončit. Mezi ně patřil například podnikatel a majitel klubu Dynamo Pardubice Petr Dědek. Oponoval mu naopak třeba český hokejista David Pastrňák, jenž kouče podpořil. Na zasedání Výkonného výboru Českého svazu ledního hokeje (VV ČSLH) přednesl Jalonen analýzu neúspěchu na proběhlém šampionátu, kterou reprezentační trenéři vytváří po každém mistrovství. Výbor si trenérův pohled vyslechl, nicméně konstatoval, že na své další zasedání požaduje od Jalonena, jeho asistenta Libora Zábranského a generálního manažera mužstva Martina Havláta dopracování předloženého dokumentu o plán pro nadcházející mistrovství světa 2024, které pořádá Česká republika v Praze a Ostravě. Na zasedání výkonného výboru 19. června 2023 jeho členové vzali doplnění materiálu na vědomí, nicméně označili ho za „neuspokojivý“. Trenéra Jalonena ve funkci sice ponechali, ale definovali postupné kroky ke stanovení finální sestavy reprezentačních trenérů. Na zasedání 29. června 2023 členové výboru poměrem hlasů 9:2 Jalonena z postu trenéra reprezentačního mužstva odvolali a na jeho pozici angažovali Radima Rulíka, který na poslední mistrovství světa juniorů vybojoval s českým týmem stříbrnou medaili. Tou dobou se již ve finských médiích spekulovalo, že by po ohlášeném konci trenéra tamní reprezentace Jukky Jalonena po šampionátu v roce 2024 mohl finskou reprezentaci převzít Kari Jalonen. V sezóně 2024/25 nakonec trénoval Kolín nad Rýnem, s nimiž postoupil do finále DEL.